# Komariv, Halîci
Komariv (în ucraineană Комарів) este localitatea de reședință a comunei Komariv din raionul Halîci, regiunea Ivano-Frankivsk, Ucraina.

## Demografie
Componența lingvistică a localității Komariv
     Ucraineană (99,94%)
     Alte limbi (0,06%)
Conform recensământului din 2001, majoritatea populației localității Komariv era vorbitoare de ucraineană (99,94%), existând în minoritate și vorbitori de alte limbi.